# Ovadia Yosef
Ovadia Yosef (en hébreu : רב עובדיה יוסף), né le 23 septembre 1920 (11 Tishri 5681) à Bagdad (Irak) et mort le 7 octobre 2013 à Jérusalem (Israël), est un rabbin israélien suprémaciste juif. Il est grand-rabbin séfarade d'Israël de 1973 à 1983 et le chef spirituel du parti politique israélien séfarade ultra-orthodoxe et d'extrême droite Shas.  
Il est également décisionnaire rabbinique et un érudit du Tanakh, du Talmud et de la Halakha. Deux de ses fils occupent à leur tour la fonction de grand-rabbin séfarade d'Israël : Yitzhak Yosef de 2013 à 2024 et David Yosef (en) depuis 2024. 

## Biographie
Ovadia Yossef a pour parents Yaakov Ben et Gorgia Ovadia. Son père est un commerçant (épicier). Ses parents émigrent en Palestine mandataire quand il a 4 ans, et le jeune Ovadia étudie à la yechiva Porat Yossef dans la vieille ville de Jérusalem. Le grand-rabbin séfarade Meir Ouziel lui donne son titre de rabbin à l'âge de 20 ans.
Il se marie à l'âge de 24 ans avec Margalit Fettal, la fille d'un rabbin connu, d'origine syrienne, Avraham Fettal. Ils ont 11 enfants.
Entre 1947 et 1950, il préside le grand tribunal rabbinique du Caire en Égypte. En 1968, le rabbin Ovadia Yosef est nommé grand-rabbin de Tel Aviv. Élu pour 10 ans, il obtient le titre de Rishon Letsion, grand-rabbin séfarade d'Israël en 1973.
C'est à ce poste qu'il se prononce, en 1973, en faveur de la judaïté des Falashas (juifs d'Éthiopie). Il se distingue en cela des positions conservatrices d'autres responsables juifs orthodoxes, de même qu'il autorise plusieurs centaines de femmes agounot à se remarier alors que leurs époux ont été portés disparus pendant la guerre du Kippour.
Dans les années 1980, il encourage la scission des Séfarades du parti Agoudat Israel (avec le rabbin Elazar Shach), scission qui donne naissance au puissant parti religieux séfarade israélien, le Shas. Ovadia Yosef en est depuis le principal dirigeant spirituel. Les Juifs séfarades s'estimant discriminés par les élites juives ashkénazes en Israël sont alors reconnaissants envers lui, ce qui conduit le journaliste Marius Schattner à considérer que la « mobilisation de l'électorat séfarade lui a permis de s'imposer comme faiseur de rois de la quasi-totalité des gouvernements israéliens depuis trente ans ».
Chez ses partisans, le rabbin Ovadia Yosef est réputé pour sa mémoire phénoménale et sa connaissance de toutes les sources de la halakha à travers les siècles. Pour beaucoup de séfarades religieux, en Israël et dans le monde, le rabbin Yosef a donc des facultés extraordinaires, qui donnent un poids important à ses décisions rabbiniques. Dans celles-ci, il cite parfois des centaines d'ouvrages de halakha pour appuyer sa position.
Le rabbin Ovadia Yosef a écrit de nombreux ouvrages et en particulier trois responsa : Yéh'avé Daat, Yabiya Omer et H'azon Ovadia.
Son fils, le rabbin Yitzhak Yosef est l'auteur de la série de livres Yalkout Yosef, qui traitent de tous les domaines de la halakha selon les directives et les décisions rabbiniques de son père.
Le rabbin Ovadia Yosef meurt le 7 octobre 2013 à Jérusalem, à l'âge de 93 ans. Il est enterré au cimetière de Sanhédriah, à côté de son épouse, Margalit, décédée en 1994. Plus de 850 000 personnes assistent aux funérailles, selon le New York Times, soit un dixième de la population d'Israël,,,.

## Déclarations controversées

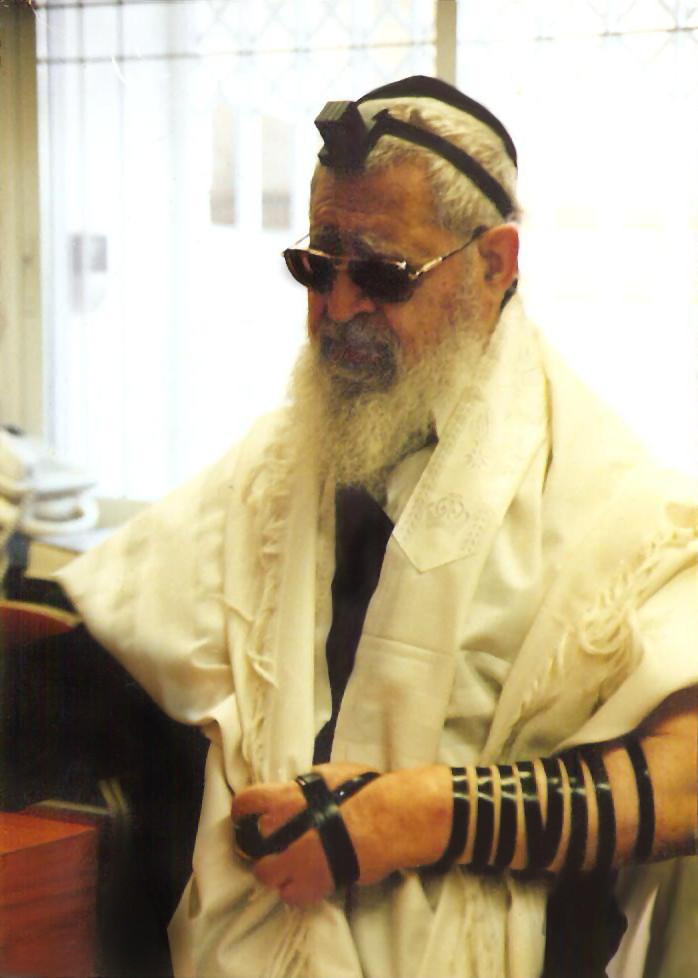
Le rabbin Ovadia Yosef, en 2007.

Le rabbin Yosef est connu pour avoir pris des décisions qui lui valent une immense popularité mais sur le tard, certains de ses propos provoquent plusieurs polémiques.
En 1993, il qualifie le premier Premier ministre d'Israël, David Ben Gourion, de « démon ».
En 2000, il dit : « Les six millions de malheureux juifs qu'ont tués les nazis ne l'ont pas été gratuitement. Ils étaient la réincarnation des âmes qui ont péché et ont fait des choses qu'il ne fallait pas faire ».
En 2001, Ovadia Yosef appelle à l'« annihilation » des Arabes en déclarant : « Il est interdit d'être clément envers eux. Vous devez leur envoyer des missiles et les anéantir. Ils sont mauvais et damnables » ; l'Autorité palestinienne réagit en demandant qu'il soit considéré comme un criminel de guerre par les organisations internationales, tandis que le porte-parole du Shas, Yitzhaq Suderi, a défend les propos du rabbin en affirmant qu'ils ne visent que les assassins et les terroristes. Le rabbin lui-même se défend en déclarant qu'il respecte les Arabes souhaitant la paix entre Israël et le monde arabe et qu'il veut que les conditions de vie des Arabes israéliens s'améliorent. 
En 2005, après l'ouragan Katrina, il déclare : « Là-bas, ce sont des Nègres. Les Nègres ont-ils apporté la Torah ? Yallah, un ouragan s'est abattu sur eux et les a noyés, parce qu'ils n'ont pas de dieu ». Il qualifie Barack Obama d'« esclave », que « marcher entre deux femmes, c'est marcher entre deux ânes » ou que : « le jour où Shulamit Aloni (femme politique de gauche) mourra, il faudra organiser un festin. »
Parlant de Yossi Sarid, homme politique de gauche, il dit : « c'est le mal incarné. Il faut l'extirper de ce monde, le pendre haut et court », et, à propos du peuple palestinien durant un sermon sur Mahmoud Abbas, le président de l'Autorité palestinienne : « puissent-ils disparaître de la Terre. Puisse Dieu envoyer un fléau aux Palestiniens, ces enfants d'Ismaël, ces vils ennemis d'Israël. »
En octobre 2010, il estime que « Les goyims [non juifs] n'ont de place dans le monde que pour servir le peuple d'Israël » Il ajoute que, « avec les gentils, ce sera comme toute personne, ils doivent mourir, mais [Dieu] leur donnera longévité. Pourquoi ? Imaginez que l'âne de quelqu'un meurt, ils perdraient leur argent. C'est son servant. C'est pourquoi il a une longue vie, pour bien travailler pour ce juif. » Ces propos sont dénoncés par l'ADL et par l'American Jewish Committee,.
En août 2012, lors d'un sermon hebdomadaire, Ovadia Yosef déclare que les juifs doivent prier pour l'anéantissement de l'Iran. Il compare les Palestiniens à des « fourmis » et des « serpents » et appelle à la mort du président palestinien Mahmoud Abbas,.